# Tre Valli Varesine 2014
La Tre Valli Varesine 2014, novantaquattresima edizione della corsa e valida come evento dell'UCI Europe Tour 2014 categoria 1.HC, si svolse il 18 settembre 2014 su un percorso di 200 km. Fu vinta dallo svizzero Michael Albasini che terminò la gara in 5h14'39", alla media di 38,13 km/h.
Al traguardo 73 ciclisti portarono a termine la gara.

## Squadre partecipanti
| N.      | Cod. | Squadra                      |
| ------- | ---- | ---------------------------- |
| 1-8     | AST  | Astana Pro Team              |
| 11-18   | ITA  | Selezione italiana           |
| 21-28   | CAN  | Cannondale                   |
| 31-38   | LAM  | Lampre-Merida                |
| 41-48   | OGE  | Orica-GreenEDGE              |
| 51-58   | AND  | Androni Giocattoli-Venezuela |
| 61-68   | BAR  | Bardiani-CSF                 |
| 71-78   | NRI  | Neri Sottoli                 |
| 81-88   | COL  | Colombia                     |
| 91-98   | RVL  | RusVelo                      |
| 101-108 | MTN  | MTN-Qhubeka                  |
| 111-118 | TSV  | Topsport Vlaanderen-Baloise  |

| N.      | Cod. | Squadra                      |
| ------- | ---- | ---------------------------- |
| 121-128 | CJR  | Caja Rural-Seguros RGA       |
| 131-138 | WGG  | Wanty-Groupe Gobert          |
| 141-148 | CCC  | CCC Polsat-Polkowice         |
| 151-158 | TNE  | Team NetApp-Endura           |
| 161-168 | BSE  | Bretagne-Séché Environnement |
| 171-178 | IDE  | Team Idea                    |
| 181-188 | AZT  | Area Zero Pro Team           |
| 191-198 | MGK  | MG Kvis-Trevigiani           |
| 201-208 | VHS  | Vega-Hotsand                 |
| 211-218 | CEF  | Nankang-Fondriest            |
| 221-228 | MAE  | Marchiol-Emisfero            |

## Ordine d'arrivo (Top 10)
| Pos. | Corridore          | Squadra       | Tempo    |
| ---- | ------------------ | ------------- | -------- |
| 1    | Michael Albasini   | Orica-GreenE. | 5h17'39" |
| 2    | Sonny Colbrelli    | Bardiani-CSF  | s.t.     |
| 3    | Filippo Pozzato    | Lampre-Merida | s.t.     |
| 4    | Davide Rebellin    | CCC Polsat    | s.t.     |
| 5    | Damiano Caruso     | Cannondale    | s.t.     |
| 6    | Mauro Finetto      | Neri Sottoli  | s.t.     |
| 7    | Kristijan Đurasek  | Lampre-Merida | a 4"     |
| 8    | Edoardo Zardini    | Bardiani-CSF  | a 7"     |
| 9    | Enrico Gasparotto  | Astana        | a 22"    |
| 10   | Antonio Parrinello | Androni       | a 1'23"  |